# داوفندريخت
داوفندريخت (تنطق بالهولندية: [ˈdœy̯və(n)ˌdrɛxt]) هي قرية في هولندا بمقاطعة شمال-هولندا. وهي جزء من بلدية آودر- أمستل، وتقع حوالي 6 كم جنوب شرق أمستردام. وهي محاطة بمدينة أمستردام.